# American Cyclecar Company
American Cyclecar Company war ein US-amerikanischer Hersteller von Automobilen.

## Unternehmensgeschichte
Das Unternehmen wurde 1914 in Bridgeport in Connecticut gegründet und zog später nach Detroit in Michigan. Im gleichen Jahr begann die Produktion von Automobilen. Der Markenname lautete American Cyclecar. Ebenfalls 1914 endete die Produktion. Die Produktionszahl blieb gering.

## Fahrzeuge
Im Angebot stand nur ein Modell. Es hatte 203 cm Radstand und 112 cm Spurweite. Es wog 431 kg. Damit war es schwerer als das Gewichtslimit für Cyclecars, das bei 350 kg lag. Ein wassergekühlter Vierzylindermotor trieb das Fahrzeug über ein Friktionsgetriebe und eine Kette an. Die offene Karosserie bot Platz für zwei Personen nebeneinander. Die Höchstgeschwindigkeit war mit 72 km/h angegeben.